# ياكوفليف ياك-15
ياكوفليف ياك-15 (بالإنجليزية: Yakovlev Yak-15)‏ هي طائرة مقاتلة أُنتجت في 1946. من صناعة ياكوفليف. كان أول طيران لها في 24 أبريل 1946. صنع منها 280 طائرة.